# Luciu
Luciu è un comune della Romania di 2 951 abitanti, ubicato nel distretto di Buzău, nella regione storica della Muntenia.
Il comune è formato dall'unione di 2 villaggi: Caragele e Luciu.